# Ulmbach (Steinau an der Straße)
Ulmbach ist der größte Stadtteil von Steinau an der Straße im osthessischen Main-Kinzig-Kreis.

## Geografie

### Geographische Lage
Ulmbach liegt im Norden des Main-Kinzig-Kreises, an den südöstlichen Ausläufern des Vogelsberges.

### Gewässer
Durch Ulmbach fließt der Ulmbach, der dem Ort seinen Namen gegeben hat.

### Nachbarorte
Ulmbach grenzt im Norden an die Orte Fleschenbach und Neustall, im Westen an den Ort Uerzell, im Süden an den Hauptort Steinau, im Südwesten an den Ort Sarrod, im Westen an den Ort Rabenstein und im Nordwesten an den Ort Rebsdorf. Westlich von Ulmbach liegt die Wüstung Stubach, die vom ASP 2016 auszugsweise untersucht wurde.

## Geschichte

### Ortsgeschichte
Nach einer Chronik soll der Ortsname vom altdeutschen ula = Topf oder ulner = Töpfer abgeleitet sein. Urkunden besagen, dass bereits 1324 in Ulmbach Töpfe an das Kloster in Schlüchtern verkauft wurden. Im Jahr 1253 gab es die erste bekannte urkundliche Erwähnung von Ulmbach.
Aufgrund der Lage im Bergwinkel wurde das Gebiet um Ulmbach schon von den Kelten (Milseburg bei Fulda) und Germanen durchzogen.
1409 wird die Mariä Himmelfahrt-Kirche zu Ulmbach erstmals als Pfarrkirche erwähnt. Verschiedene Fehden zwischen dem 14. und 16. Jahrhundert machten den Leuten das Leben in und um Ulmbach schwer, wodurch zahlreiche kleine Siedlungen um Ulmbach verschwanden.
Anfang des 18. Jahrhunderts siedelten viele Ulmbacher Familien (Böß, Heyd, Kohlmännin, Söhn) aufgrund der großen heimischen Not nach Ungarn (Szederkény und Himesháza) um.
Im Jahre 1810 wird das Dorf Ulmbach dem Großherzogtum Frankfurt einverleibt. 1834 beträgt die Einwohnerzahl 1221.
1848 greift die bürgerliche Revolution auch auf Ulmbach über. 85 „Krawaller“ schießen, randalieren und erklären die Branntweinsteuer für aufgehoben.
Die zweite große Auswanderungswelle, dieses Mal in Richtung Amerika, begann mit dem Jahr 1864. Von Bremerhaven und Hamburg aus ging es für die Ulmbacher (z. B. Ochs, Herber, Lauer, Nußbaum) in die neue Heimat.
Der Erste Weltkrieg begann in Ulmbach wie in fast allen Orten des Kaiserreiches durch das Läuten der Glocken am 31. Juli 1914. Bis 1918 fielen dem Krieg 51 Ulmbacher zum Opfer. 
1932 begann die Zeit des Nationalsozialismus, dessen Judenverfolgung auch vor Ulmbach leider keinen Halt machte. 1905 lebten in Ulmbach noch 57 Juden, 1938 nur noch 12 und nach dem Zweiten Weltkrieg gab es keine jüdischen Einwohner mehr.
Bei der Reichstagswahl am 5. März 1933 gab es in Ulmbach im Vergleich zum Altkreis Schlüchtern keine Mehrheit für die NSDAP. Stattdessen gewann die Zentrumspartei.
Aus dem Zweiten Weltkrieg kehrten 93 Ulmbacher nicht mehr in ihre Heimat zurück. Am 31. März 1945 (Ostersonntag) wurde Ulmbach von den Amerikanern ohne große Kämpfe besetzt. 357 Heimatvertriebene fanden in Ulmbach vorerst eine Heimat, einige blieben auch für immer.
Hessische Gebietsreform (1970–1977)
Im Zuge der Gebietsreform in Hessen wurde zum 31. Dezember 1971 die bis dahin selbständige Gemeinde Uerzell auf freiwilliger Basis in die Gemeinde Ullmbach eingemeindet. Sarrod kam am 1. April 1972 ebenfalls freiwillig hinzu. Am 1. Juli 1974 wurde die Gemeinde Ulmbach kraft Landesgesetz in die Stadt Steinau, heute „Steinau an der Straße“, eingegliedert. Die ehemaligen Ortsteile von Ulmbach (Sarrod, Rabenstein und Rebsdorf) wurden ebenfalls Stadtteile der Stadt Steinau, für die Ortsbezirke eingerichtet wurden.

### Verwaltungsgeschichte im Überblick
Die folgende Liste zeigt die Staaten und Verwaltungseinheiten, denen Ulmbach angehört(e):
- 1373: Heiliges Römisches Reich, Fürstabtei Fulda, Amt Ulmbach
- ab 1699: Heiliges Römisches Reich, Fürstabtei Fulda, Amt Uerzell[Anm. 2]
- ab 1803: Heiliges Römisches Reich, Fürstentum Nassau-Oranien-Fulda, Amt Uerzell[Anm. 3]
- 1806–1810: Primatialstaat Karl Theodor von Dalbergs im Rheinbund,[Anm. 4] Fürstentum Fulda, Amt Salmünster
- 1810–1813: Großherzogtum Frankfurt, Departement Fulda, Distrikt Salmünster
- ab 1816: Kurfürstentum Hessen,[Anm. 5] Großherzogtum Fulda, Amt Salmünster[10]
- ab 1821/22: Kurfürstentum Hessen, Provinz Hanau, Kreis Salmünster[11][Anm. 6]
- ab 1848: Kurfürstentum Hessen, Bezirk Hanau
- ab 1851: Kurfürstentum Hessen, Provinz Hanau, Kreis Schlüchtern
- ab 1867: Königreich Preußen,[Anm. 7] Provinz Hessen-Nassau, Regierungsbezirk Kassel, Kreis Schlüchtern
- ab 1871: Deutsches Reich, Königreich Preußen, Provinz Hessen-Nassau, Regierungsbezirk Kassel, Kreis Schlüchtern
- ab 1918: Deutsches Reich, Freistaat Preußen, Provinz Hessen-Nassau, Regierungsbezirk Kassel, Kreis Schlüchtern
- ab 1944: Deutsches Reich, Freistaat Preußen, Provinz Nassau, Landkreis Schlüchtern
- ab 1945: Deutsches Reich, Amerikanische Besatzungszone,[Anm. 8] Groß-Hessen, Regierungsbezirk Wiesbaden, Landkreis Schlüchtern
- ab 1946: Deutsches Reich, Amerikanische Besatzungszone, Hessen, Regierungsbezirk Wiesbaden, Landkreis Schlüchtern
- ab 1949: Bundesrepublik Deutschland, Hessen, Regierungsbezirk Wiesbaden, Landkreis Schlüchtern
- ab 1968: Bundesrepublik Deutschland, Hessen, Regierungsbezirk Darmstadt, Landkreis Schlüchtern
- ab 1974: Bundesrepublik Deutschland, Hessen, Regierungsbezirk Darmstadt, Main-Kinzig-Kreis, Stadt Steinau
- ab 1978: Bundesrepublik Deutschland, Hessen, Regierungsbezirk Darmstadt, Main-Kinzig-Kreis, Stadt nach „Steinau an der Straße“ umbenannt

## Bevölkerung

### Einwohnerstruktur 2011
Nach den Erhebungen des Zensus 2011 lebten am Stichtag dem 9. Mai 2011 in Ulmbach 1632 Einwohner. Darunter waren 48 (2,9 %) Ausländer.
Nach dem Lebensalter waren 297 Einwohner unter 18 Jahren, 660 waren zwischen 18 und 49, 333 zwischen 50 und 64 und 342 Einwohner waren älter.
Die Einwohner lebten in 663 Haushalten. Davon waren 195 Singlehaushalte, 168 Paare ohne Kinder und 234 Paare mit Kindern, sowie 51 Alleinerziehende und 18 Wohngemeinschaften. In 156 Haushalten lebten ausschließlich Senioren und in 405 Haushaltungen leben keine Senioren.

### Einwohnerentwicklung
| • 1789: | 112 Nachbarn und 2 jüdische Haushaltungen |
| • 1812: | 117 Feuerstellen, 1023 Seelen             |

| Ulmbach: Einwohnerzahlen von 1812 bis 2022 | Ulmbach: Einwohnerzahlen von 1812 bis 2022 | Ulmbach: Einwohnerzahlen von 1812 bis 2022 | Ulmbach: Einwohnerzahlen von 1812 bis 2022 | Ulmbach: Einwohnerzahlen von 1812 bis 2022 |
| --- | ------------------------------------------ | ------------------------------------------ | ------------------------------------------ | ------------------------------------------ |
| Jahr |                                            |                                            |                                            | Einwohner                                  |
| 1812 | 1812                                       |                                            | 1.023                                      | 1.023                                      |
| 1834 | 1834                                       |                                            | 1.221                                      | 1.221                                      |
| 1840 | 1840                                       |                                            | 1.313                                      | 1.313                                      |
| 1846 | 1846                                       |                                            | 1.290                                      | 1.290                                      |
| 1852 | 1852                                       |                                            | 1.267                                      | 1.267                                      |
| 1858 | 1858                                       |                                            | 1.243                                      | 1.243                                      |
| 1864 | 1864                                       |                                            | 1.212                                      | 1.212                                      |
| 1871 | 1871                                       |                                            | 1.143                                      | 1.143                                      |
| 1875 | 1875                                       |                                            | 1.178                                      | 1.178                                      |
| 1885 | 1885                                       |                                            | 1.163                                      | 1.163                                      |
| 1895 | 1895                                       |                                            | 1.201                                      | 1.201                                      |
| 1905 | 1905                                       |                                            | 1.170                                      | 1.170                                      |
| 1910 | 1910                                       |                                            | 1.157                                      | 1.157                                      |
| 1925 | 1925                                       |                                            | 1.123                                      | 1.123                                      |
| 1939 | 1939                                       |                                            | 1.209                                      | 1.209                                      |
| 1946 | 1946                                       |                                            | 1.650                                      | 1.650                                      |
| 1950 | 1950                                       |                                            | 1.572                                      | 1.572                                      |
| 1956 | 1956                                       |                                            | 1.336                                      | 1.336                                      |
| 1961 | 1961                                       |                                            | 1.419                                      | 1.419                                      |
| 1967 | 1967                                       |                                            | 1.543                                      | 1.543                                      |
| 1970 | 1970                                       |                                            | 1.606                                      | 1.606                                      |
| 1980 | 1980                                       |                                            | ?                                          | ?                                          |
| 1990 | 1990                                       |                                            | ?                                          | ?                                          |
| 2000 | 2000                                       |                                            | ?                                          | ?                                          |
| 2008 | 2008                                       |                                            | 1.743                                      | 1.743                                      |
| 2011 | 2011                                       |                                            | 1.632                                      | 1.632                                      |
| 2015 | 2015                                       |                                            | 1.609                                      | 1.609                                      |
| 2022 | 2022                                       |                                            | 1.529                                      | 1.529                                      |
| Datenquelle: Historisches Gemeindeverzeichnis für Hessen: Die Bevölkerung der Gemeinden 1834 bis 1967. Wiesbaden: Hessisches Statistisches Landesamt, 1968. Weitere Quellen: LAGIS; Stadt Steinau an der Straße; Zensus 2011 |                                            |                                            |                                            |                                            |

### Historische Religionszugehörigkeit
| • 1885: | 37 evangelische (= 3,18 %), 1065 katholischer (= 91,57 %), 61 jüdische (= 5,25 %) Einwohner |
| • 1961: | 51 evangelische (= 3,59 %), 1349 katholische (= 95,07 %) Einwohner                          |

## Politik
Für Ulmbach besteht ein Ortsbezirk (Gebiete der ehemaligen Gemeinde Ulmbach) mit Ortsbeirat und Ortsvorsteher nach der Hessischen Gemeindeordnung.
Der Ortsbeirat besteht aus sieben Mitgliedern. Bei den Kommunalwahlen in Hessen 2021 betrug die Wahlbeteiligung zum Ortsbeirat 52,08 %. Alle Kandidaten gehören der „Unabhängigen Wählerliste Ulmbach“ an. Der Ortsbeirat wählte Alexander Happ zum Ortsvorsteher.

## Sonstiges
- Stadt(teil)-Partnerschaft mit Szederkény (Ungarn) seit dem 3. Oktober 1998.[16]
- Ulmbach ist ein staatlich anerkannter Erholungsort.[17]

## Persönlichkeiten
- Heinrich Schneider (1801–1877), Bürgermeister in Salmünster und Mitglied der kurhessischen Ständeversammlung
- Joachim Leipold (1809–?), Landwirt und Mitglied der kurhessischen Ständeversammlung

## Sehenswertes und Infrastruktur
- Sehenswürdigkeiten sind die katholische Kirche und die Synagoge in Ulmbach.
- Ulmbach verfügt über ein Freibad, einen Sportplatz und Tennisplätze.